# Äsköping
Äsköping is een plaats in de gemeente Katrineholm in het landschap Södermanland en de provincie Södermanlands län in Zweden. De plaats heeft 371 inwoners (2005) en een oppervlakte van 46 hectare.

## Verkeer en vervoer
Bij de plaats lopen de Riksväg 56 en Länsväg 214.